# حليمة بارك (برنامج)
حليمة بارك، برنامج ترفيهي، من تقديم الإعلامية حليمة بولند يسضيف في كل حلقة 4 ضيوف من المشاهير، عرض البرنامج في شهر رمضان 2011  وهو متكون 15 حلقة.

## ضيوف الحلقات
- سمير غانم.
- الهام الفضالة.
- شيماء علي.
- علاء مرسي.
- أحمد السلمان.
- شهاب حاجيه.
- مرام.
- هند البلوشي.
- فاطمة عبد الرحيم.
- يعقوب عبد الله.
- أحمد إيراج
- بثينة الرئيسي.
- محمد العجيمي.
- شعبان عبد الرحيم.
- وعد.
- بشار الشطي.
- محمد عطية.
- طارق العلي.
- ديانا كرزون.
- شذى حسون.
- طلعت زكريا.
- انتصار الشراح.
- هدى الخطيب.
- ميس حمدان.
- منى شداد.
- مشاري البلام.
- عادل محمود.